# Sant’Atanasio dei Greci
Sant’Atanasio dei Greci ist eine Kirche in Rom. Sie wurde in der zweiten Hälfte des 16. Jahrhunderts errichtet und unterstand im Lauf der Zeit verschiedenen Orden. Sie ist Kirche des Pontificio Collegio Greco und Titelkirche der römisch-katholischen Kirche.

## Lage
Die Kirche liegt im IV. römischen Rione Campo Marzio etwa 220 Meter nordwestlich der Piazza di Spagna mit der bekannten Spanischen Treppe.

## Geschichte und Baugeschichte

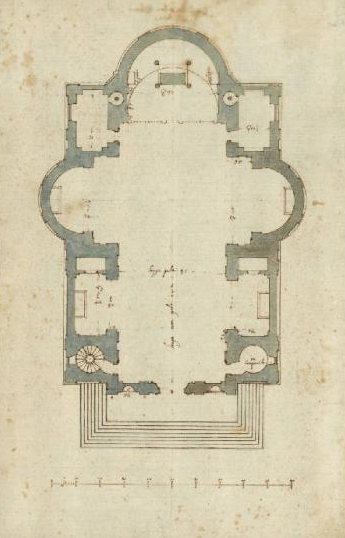
Giacomo della Portas Entwurf für den Grundriss

Der Bau der Kirche hängt im weiteren Sinn mit der Belagerung und dem Fall Konstantinopels sowie den weiteren Verhältnissen im untergegangenen Byzantinischen Reich zusammen. Es war infolge der neuen politischen Verhältnisse nicht mehr möglich, griechischsprachige Seminaristen dort auszubilden. Infolgedessen erließ Papst Gregor XIII. 1576 eine Bulle, in der er die Einrichtung eines griechischsprachigen Seminars in Rom anordnete. Die Leitung dieses Collegio Greco – daher hat die Kirche auch ihren Beinamen – übertrug er einem Gremium aus vier Kardinälen. Einer dieser vier, Kardinal Giulio Antonio Santorio, legte den Grundstein für den Kirchenbau am 23. November 1580. Die Kirche wurde nach einer Überarbeitung der Pläne und weiteren Bautätigkeiten 1583 fertiggestellt. Sie fügt sich, obschon aus einer Notwendigkeit heraus entstanden, dennoch in das große römischen Bauprogramm der Gegenreformation ein und steht damit baugeschichtlich im Zusammenhang mit der Errichtung von Kirchen wie z. B. Santa Maria ai Monti, aber auch der Neuerrichtung des Petersdoms. Die erste Messe las der Papst persönlich. Kirche und Fassade wurden wohl nach Plänen Giacomo della Portas gearbeitet, das gilt mittlerweile als gesichert. Zuvor waren auch andere Baumeister, wie etwa Francesco da Volterra oder Martino Longhi der Ältere damit in Zusammenhang gebracht worden. Wechselhaft ist die Geschichte der das Kolleg betreuenden Orden. Den Jesuiten waren Kirche und Kolleg bis zu deren Aufhebung 1773 unterstellt, allerdings unterbrochen von 1602 bis 1621 durch vorübergehenden Besitz der Dominikaner. Ab 1773 wurde das Kolleg durch die Propaganda Fide direkt verwaltet, allerdings nur bis 1803. Es folgte ein Leerstand bis 1845. Danach übernahmen im Jahr 1886 Resurrektionisten die Verwaltung, um ihrerseits vier Jahre später erneut von den Jesuiten abgelöst zu werden. Die letzte Übertragung erfolgte 1897 an die Benediktiner, deren belgischer Kongregation Kirche und Kolleg seit 1919 bis heute unterstehen. 1956 erfolgte die Leitungseinsetzung des Benediktinerkonvents von Chevetogne. Papst Johannes XXIII. erhob die Kirche 1962 zur Titelkirche. Titelträger waren die Kardinäle Gabriel Acacius Coussa und danach Jossyf Slipyj, seit dessen Tod 1984 war der Titel vakant. Am 18. Februar 2012 ernannte Papst Benedikt XVI. im ordentlichen Konsistorium den griechisch-katholischen rumänischen Großerzbischof Lucian Mureșan zum neuen Kardinalpriester von St. Athanasius. 

## Fassade
Die Fassade ist grundlegend zweistöckig und fünfachsig aufgebaut, wobei die mittleren drei Achsen in Form eines Mittelrisalits hervortreten. Die Fassade ist – nicht typisch für römische Kirchen – unverputzt, nur wenige Elemente sind aus Travertin gearbeitet. Die beiden äußeren Achsen tragen die Fassadentürme, dieses Element tritt hier zum ersten Mal in der Architektur römischer Kirchen auf. Im Untergeschoss gliedern Pilaster nach toskanischer Ordnung die Fläche, zu den Seiten des Mittelrisalits sind sie noch einmal hinterlegt. Die Travéen der beiden äußeren Achsen des Risalits werden von Nischen durchbrochen, darüber finden sich kleine Tafeln mit Inschriften. Die äußersten Achsen verfügen jeweils über eine flache, rechteckige Vertiefung. Der eigentliche Zugang ist in Form eines Ädikulaportals gestaltet. Über dem Gesims mit der Widmungsinschrift erhebt sich das obere Geschoss, die Pilaster hier sind nach ionischer Ordnung gestaltet. In die Mittelachse ist ein Rundbogenfenster mit einem Dreiecksgiebel eingefügt, in den jeweils anschließenden Flächen sind Inschriften in lateinischer und griechischer Sprache angebracht. In den Texten geht es um die Erbauung der Kirche. Die Uhr unterhalb des Türmchens der linken Seite ist ein Geschenk Papst Clemens XI. aus dem Jahr 1771. Ein Dreiecksgiebel schließt die Fassade des Mittelrisalits ab. Die Pilaster der Türme folgen korinthischer Ordnung, die Basen der Turmhelme sind oktogonal gestaltet.

## Inneres
Die Kirche ist einschiffig mit jeweils einer Seitenkapelle an den Seiten des Langhauses. Die Arme des Querschiffs sind halbrund ausgeführt, so dass sie mit dem Chor beinahe eine Trikonchenanordnung bilden, in der Architektur römischer Kirchen ist das selten. Die Kirche wird von einem Tonnengewölbe mit Stichkappen gedeckt, die Vierung ist nicht überkuppelt, sondern in Form einer Stichkappentonne geschlossen. 
Den Innenraum gliedern Pilaster nach korinthischer Ordnung, sie sind paarweise gestellt. In der linken wie in der rechten Seitenkapelle finden sich am Altar Fresken von Francesco Tribaldese in Stuckrahmung. Gearbeitet wurden diese 1583, sie stellen in der linken Kapelle eine Verkündigung dar, in der rechten ist das Thema Jesus unter den Schriftgelehrten dargestellt. 
Im rechten Querschiff stammt das Fresko des Altars wohl von Giuseppe Cesari, genannt Cavaliere d’Arpino, abgebildetes Thema ist die Himmelfahrt Mariä. Ein sich im Querschiff am Grab des im 17. Jahrhundert verstorbenen Demetrio Falereos befindliches Bild mit dem Haupt Christi ist eine vom Verstorbenen der Kirche gestiftete deutsche Arbeit, etwa 1500 geschaffen.
Das linke Querschiff enthält ebenfalls ein Cesari zugeschriebenes Fresko, hier dargestellt ist eine Kreuzigung.
Die Kirche hat, ihrem Ritus entsprechend, eine Ikonostase vor dem Chor, es ist eine jüngere Arbeit aus dem letzten Viertel des 19. Jahrhunderts.
In der Kirche beigesetzt sind noch zwei Erzbischöfe, Dionysius Modinò von Milet und Stephan Missir, ein ehemaliger Rektor des Kollegs, er starb 1863.

## Kardinalpriester von Sant’Atanasio dei Greci
- Gabriel Acacius Coussa (1962)
- Jossyf Slipyj (1965–1984)
- Lucian Mureșan (seit 2012)

Im Roman und Film In den Schuhen des Fischers wird der Ukrainer Kiril Lakota, Erzbischof von Lemberg, vom Papst zum Kardinalpriester mit der Titelkirche Sant’Atanasio ernannt und später zum Papst gewählt.